# 天理教嘉義東門教會
23°28′51″N 120°27′29″E / 23.480711°N 120.458019°E
天理教嘉義東門教會，是位於臺灣嘉義市東區東興里的天理教集會堂，是由日本天理教信徒所建，建材使用阿里山檜木，列市定古蹟。

## 沿革

### 建立緣由
1917年，嘉義東門教會獲天理教廳認可。第二代會長加藤鍋吉任內，於1933年興建教會建築，次年落成。檜木建材是由嘉義三家製材廠提供，來自於阿里山。工程採用日本柱梁構架式工法，即不用螺絲釘、純卡榫打造。占地為兩百多坪，內有祖靈殿、父母神殿、教祖殿這三座神龕。

### 傳教活動
日本戰敗後，第三代會長因將被遣返，挑選當時在水上鄉擔任布道所所長的林永珍的祖父接下會長，採世襲制傳承。教友也大都是代代相傳，如市議員戴寧從小跟隨擔任東興布教所所長的外祖母賴林秀鵲信奉、資深教友邱楊桂蘭從小跟母親信教。
為避免神龕因去日本化遭破壞，教會從水上苦竹寺借三尊觀音像供奉。至1996年再於水上鄉找地建立教會，信徒黃城捐贈新台幣200萬，2000年12月2日在寬士村崎仔頂落成。

### 文資保護

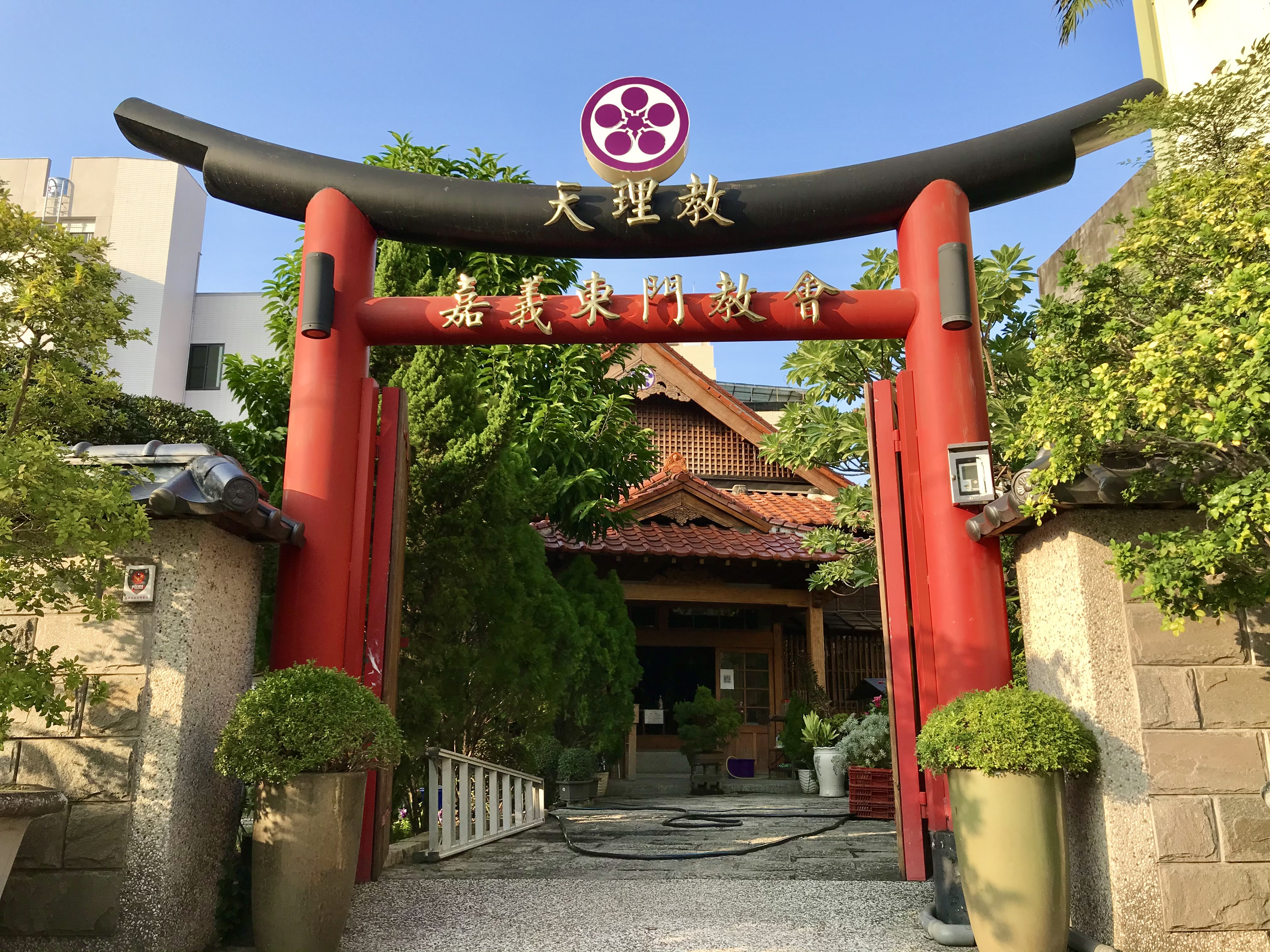
鳥居

2015年，嘉義東門教會由文史工作者余國信協助處理屋頂漏水。
2018年9月24日近中午，天理教嘉義東門教會旁的木造民宅起火，造成東興里三戶建築延燒，東門教會牆面、窗戶、神殿、屋頂都有損傷。於是東門教會申請「文化部補助私有老建築保存再生計畫」，獲文化部1044萬6733元補助，教會第5代會長林永珍自籌252萬3207元，成為文化部補助地方私有老屋修繕首例。2019年11月17日，修復落成，並安裝煙霧偵測、消防噴水設施及滅火器等設備。
市長黃敏惠從2014年起啟動「舊屋力補助計畫」，補貼修復嘉義市的木屋。嘉義東門教會會長林永珍於2019年12月6日的「舊屋力補助計畫」成果發表會上，向黃敏惠遞交文資審議申請書，希望集會堂登錄為市定古蹟。2020年8月4日，嘉義市文資審議會通過列為市定古蹟。